# Bjørne Øer
Bjørne Øer är öar i Grönland (Kungariket Danmark).   De ligger i kommunen Sermersooq, i den östra delen av Grönland, 1 300 km nordost om huvudstaden Nuuk.